# Posavje

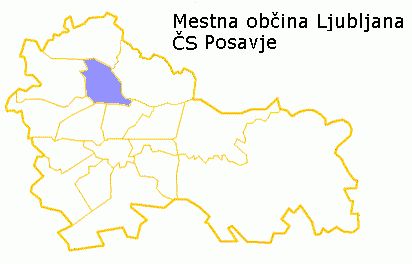
Moste na tle całej Aglomeracji Lublana

Posavje jest dystryktem Aglomeracji Lublany, stolicy Słowenii. Zajmuje powierzchnię 905 ha. Liczba mieszkańców wynosi 9901 (2020). Przez Posavje biegnie główna ulica Lublany - Dunajska Cesta (pol. ul. Wiedeńska). Odległość między Posavje a centrum miasta to 5 km.